# 1744년
1744년은 수요일로 시작하는 윤년이다.

## 연호
- 청(淸) 건륭(乾隆) 9년
- 일본(日本) 간포(寛保) 4년 / 엔쿄(延享) 원년
- 후 레 왕조(後黎朝) 까인흥(景興) 5년

## 기년
- 류큐(琉球) 쇼케이왕(尚敬王) 32년
- 조선(朝鮮) 영조(英祖) 20년
- 청(淸) 고종 건륭제(高宗 乾隆帝) 9년
- 후 레 왕조(後黎朝) 현종(顯宗) 5년

## 탄생
- 8월 1일 - 프랑스의 생물학자 장바티스트 라마르크. (~1829년)
- 9월 25일 - 프로이센의 제4대 국왕 프리드리히 빌헬름 2세. (~1797년)

## 사망
- 1월 23일 - 이탈리아의 철학자 잠바티스타 비코. (1668년~)
- 4월 25일 - 스웨덴의 물리학자·천문학자 안데르스 셀시우스. (1701년~)